# قائمة مقامات وأضرحة في فلسطين

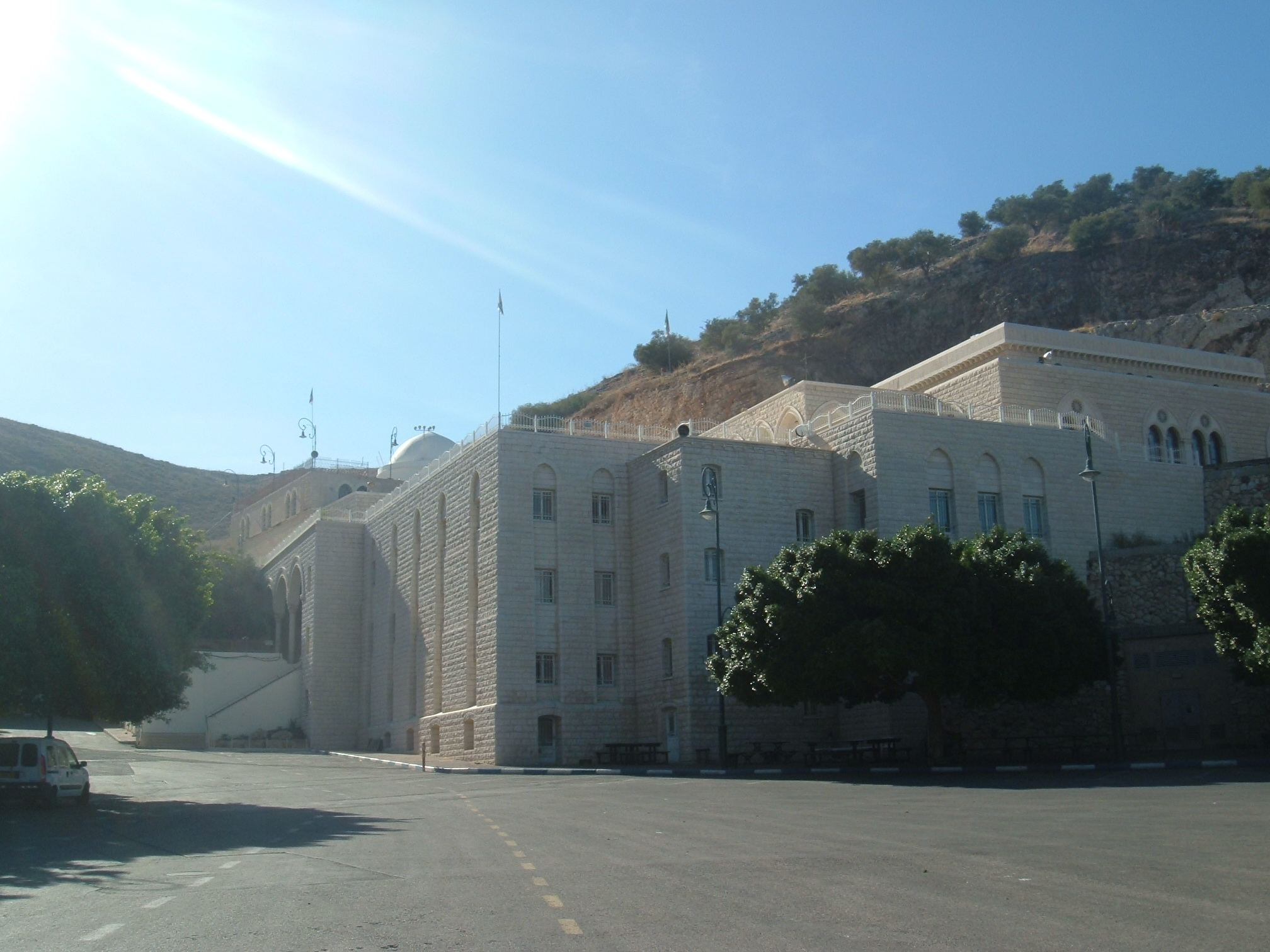
مقام النبي شعيب

الضَّرِيحُ [الجمع: ضرائح] مُشيَّدة معمارية تُبنى على قبر أحد الأشخاص تخليداً لذكراه. ويختلف المَقام عنه من ناحية أنه ليس بالضرورة أن يكون المَقام مكان دفن أو قبر بل من الممكن أن يكون مكان إقامته في يوم من الأيام أو مكان ممارسة الطقوس الدينية أو كان قد مر عليه في يوم من الأيام، ومن ثم اشتهر هذا أو ذاع بين الناس على أنه أحد مقاماتهم فيشاد على هذا المكان بناء أو مكان عبادة ديني لكي يزوره الناس.

## قائمة أضرحة فلسطين
تحتوي هذه القائمة على أسماء أضرحة في فلسطين.

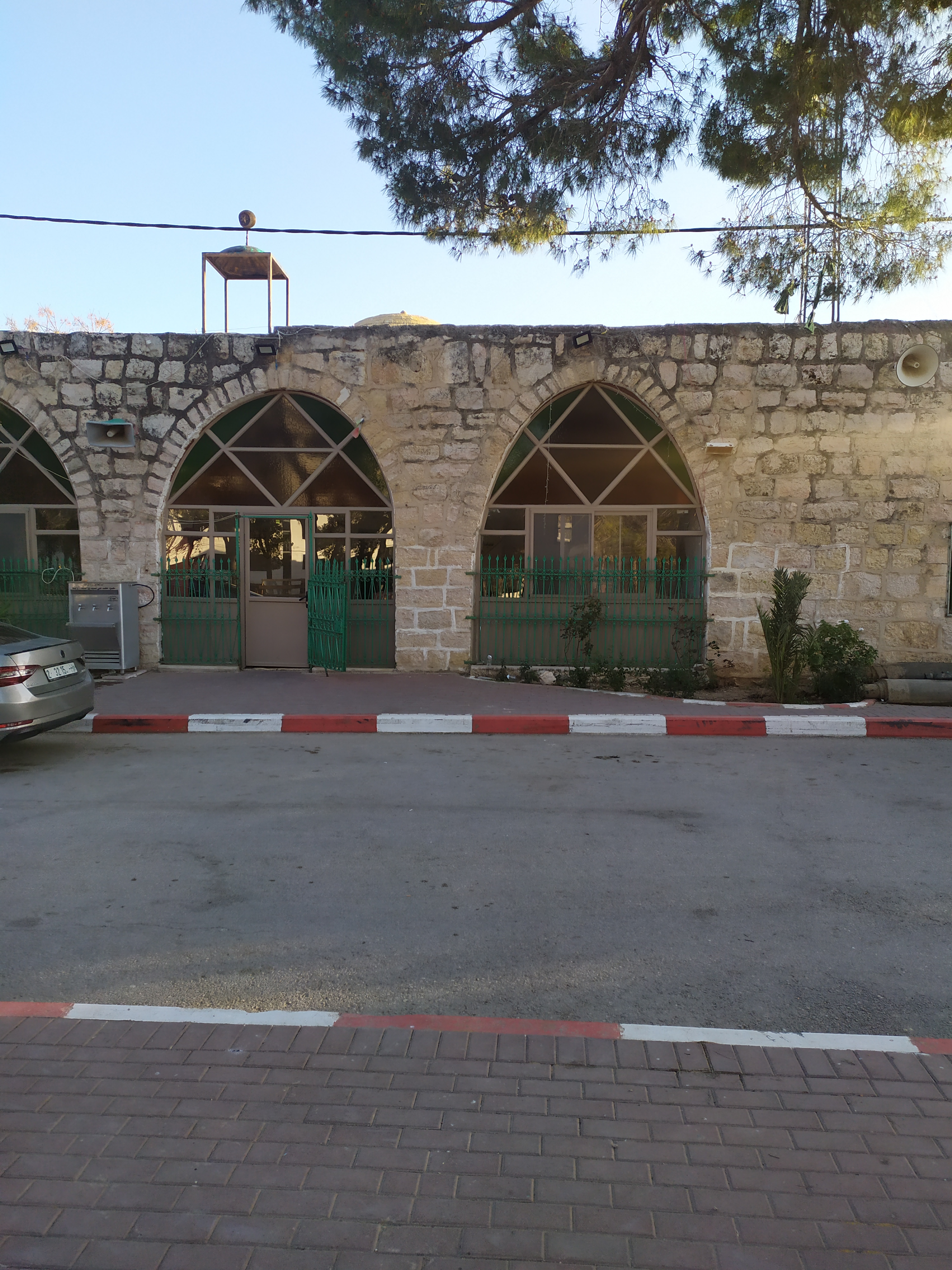
مقام النبي نوح في مدينة دورا بمحافظة الخليل

- مقام الخضر (فلسطين)
- مقام الشيخ شعلة
- مقام النبي إلياس
- مقام النبي داود
- مقام النبي ذي الكفل
- مقام النبي شعيب
- مقام النبي صالح
- مقام النبي صموئيل
- مقام خادم صلاح الدين
- مقام الشيخ بلال بن رباح (نابلس)
- مسجد بلال (بيت لحم)
- مقام النبي يعقوب (طولكرم)
- مقام النبي نوح في مدينة دورا بمحافظة الخليل مقام النبي نوح (الخليل)
- مقام تميم الداري